# スーパースターソルジャー
『スーパースターソルジャー』は、1990年7月6日に日本のハドソンから発売されたPCエンジン用縦スクロールシューティングゲーム。
自機「ネオ・シーザー」を操作し、人工頭脳「マザー・ブレイン」率いる軍団を倒し宇宙の平和を取り戻す事を目的としたゲーム。1990年度のハドソン全国キャラバンソフトとしても使用された。
開発はカネコの開発部門であったカネコインターステイトが行い、ゲーム・デザインはPCエンジン用ソフト『ガンヘッド』（1989年）を手掛けた川田忠之が担当、音楽はPCエンジンCD-ROM2用ソフト『うる星やつら STAY WITH YOU』を手掛けた中橋望とPCエンジン用ソフト『ニュートピアII』（1991年）を手掛けた星恵太が担当している。
2007年には携帯電話アプリゲームとしてS!アプリにて配信された他、バーチャルコンソール対応ソフトとしては2006年にWii用、2014年にはWii U用として配信された。また、PlayStation Portable用ソフト『PC Engine Best Collection ソルジャーコレクション』（2008年）に収録された他、2009年にはPlayStation 3およびPlayStation Portable用ソフトとしてゲームアーカイブスにて配信された。
PCエンジン版はゲーム誌『ファミコン通信』の「クロスレビュー」にてゴールド殿堂入りを獲得した。

## ゲーム内容
ショットで敵を倒していき、ステージの最後に登場するボスを倒すとステージクリア。全8ステージ。ノーマルモードの難度は前年発売のガンヘッドよりも高くなっている。

### ゲームモード
NORMAL GAME通常のモード。全8面。
2 MINUTES GAME2分間の間にどのくらいのスコアを稼げるかを競うモード。このモードではヘクター'87の1面のBGMが流れる。
5 MINUTES GAME5分間の間にどのくらいのスコアを稼げるかを競うモード。このモードではスターソルジャーのパワーアップ時のBGMが流れる。
SCOREハイスコアを確認できるモード。このモードではヘクター'87のタイトル画面のBGMが流れる。

### アイテム
アイテムは青いキャノピーのアイテムキャリアを破壊することで出現する。通常それぞれ単独で出現し変化はしないが、赤いキャノピーのアイテムキャリアから出現したアイテムは時間経過により下記の各装備に変化する。ショットを打ち込むことで画面中に留めることができるため、好みの装備を選びやすくなっている。但し、ショットを打ち込みすぎると点滅クリスタルに変化してしまう。各色のクリスタルは、武器が最強の状態でさらに同色を取得すると、画面上の破壊可能な敵と敵弾を全滅させることができる。
レッドクリスタル／マルチショット
最大で5方向にショットを撃てるようになる。前作からのオーソドックスな武器。スコアアタックモードではこの武器のみ使用。
ブルークリスタル／リングレーザー
次第に大きくなる青いリングを撃てるようになる。3段階目では真横に撃てるようになるが最強では正面にしか撃てない。
グリーンクリスタル／スプレッドレーザー
連射不要の緑の稲妻型レーザーを撃てるようになる。射程や方向がパワーアップしていく。背景を貫通して敵にダメージを与えることができる。
イエロークリスタル／スウィングファイヤー
連射不要の炎を左右に振りながら放射できるようになる。炎の本数と射程がパワーアップする。威力は高いが一点集中ができないため使いにくい。
点滅クリスタル
画面上の破壊可能な敵と敵弾を全滅させ、5000点ボーナス。これを取るたびにミスしてもその場で復活できる回数が増加する。その場復活回数が残っている場合は、ストック表示の自機がオレンジになっている。
自動防御システム（O）
1個取得すると自機の左右に敵や敵弾を防ぐオプションがつく。ボタン操作により、自機の左右配置から自機の上下配置に変更出来る。2個以上取ると自機の周りを回転する。自動追尾ミサイルと同時には装備出来ない。
自動追尾ミサイル（M）
敵を追尾するミサイルが2発（マルチショット装備時のみ4発）撃てるようになる。続けて取得することで追尾速度が格段に向上する（3段階まで）。自動防御システムと同時には装備出来ない。

## ストーリー
（出典:）
新時空世紀XXX年。宇宙を航行する船が正体不明の敵から無差別攻撃を受ける事件が続発していた。後に敵の正体が人工頭脳「スターブレイン」であることを掴んだ惑星連合軍は小型戦闘機「シーザー」を派遣し、激闘の末ブレイン軍を率いる人工頭脳「スターブレイン」の破壊に成功し、宇宙にへいわがもどった。
しかしそれから4年後、ブレイン軍の侵攻を退けた「シーザー」の活躍も伝説となりつつあった時、新たなる宇宙の脅威「マザー・ブレイン」率いる最強の軍団が出現する。宇宙の平和を乱す新たな強敵を倒すべく改良小型戦闘機「ネオ・シーザー」が飛び立った。

## 移植版
本作は他のハドソン制作コンテンツ同様、ハドソンを吸収合併したコナミデジタルエンタテインメント（KDE）が知的財産権（いわゆる「版権」）を保有している。このため、ユーザーが今すぐ新規に購入出来るデータ商品およびPCエンジンmini版は、すべてKDEが販売元になっている。
| No. | タイトル                                         | 発売日                                     | 対応機種                                                    | 開発元           | 発売元   | メディア                              | 型式       | 備考                                                                             |
| --- | ------------------------------------------------ | ------------------------------------------ | ----------------------------------------------------------- | ---------------- | -------- | ------------------------------------- | ---------- | -------------------------------------------------------------------------------- |
| 1   | スーパースターソルジャー                         | 2006年11月27日 2006年12月2日 2006年12月8日 | Wii                                                         | カネコ           | ハドソン | ダウンロード （バーチャルコンソール） | -          | 2019年1月31日 配信・販売終了                                                     |
| 2   | スーパースターソルジャー                         | 2007年9月3日                               | SoftBank 3G対応端末 （S!アプリ）                            | ハドソン         | ハドソン | ダウンロード （スターソルジャー）     |            |                                                                                  |
| 3   | PC Engine Best Collection ソルジャーコレクション | 2008年9月25日                              | PlayStation Portable                                        | ハドソン         | ハドソン | UMD                                   | ULJM-05377 | 『ファイナルソルジャー』、『ソルジャーブレイド』、『スターパロジャー』と同時収録 |
| 4   | スーパースターソルジャー                         | 2009年8月19日 2011年6月3日                 | PlayStation 3 PlayStation Portable (PlayStation Network)    | カネコ           | ハドソン | ダウンロード （ゲームアーカイブス）   | -          |                                                                                  |
| 5   | スーパースターソルジャー                         | 2013年12月20日                             | Windows 8.1 Windows RT （Windowsストア）                    | カネコ           | KDE      | ダウンロード                          | -          |                                                                                  |
| 6   | スーパースターソルジャー                         | 2014年2月26日 2017年4月6日                 | Wii U                                                       | カネコ           | KDE      | ダウンロード （バーチャルコンソール） | -          |                                                                                  |
| 7   | スーパースターソルジャー                         | 2020年3月19日                              | PCエンジン mini TurboGrafx-16 mini PC Engine CoreGrafx mini | M2 ※移植開発担当 | KDE      | プリインストール                      | -          | 復刻系ゲーム機本体に予め収録されているPCエンジンソフト群の1作                    |

## スタッフ
- ゲーム・デザイナー: 川田忠之
- プログラマー: YAMASAN（山下孝）、SUGISAN（杉本尚志）
- デザイナー: YOKOCHIN（横山祥）、MARS SAEKI（さえきけんいち）
- プロモーター: MR.AOYAMA（青山英治）
- プロデューサー: 門脇光弘
- パティエント・プロデューサー: RAOH SHIMADA（島田周樹）
- テクニカル・アドバイザー: MR.UEYAMA（植山幹郎）
- プランニング・アドバイザー: MR.FUJIWARA（藤原茂樹）
- ミュージック・コンポーザー: R.NAKAHASHI（中橋望）、MR.HOSHI（星恵太）
- サウンド：MR.SASAGAWA（笹川敏幸）、MR.HOSHI（星恵太）、岩渕貴幸、MR.TAKIMOTO（滝本利昭）、MR.TAKAHASHI（高橋卓二）
- スペシャル・サンクス：小山俊典、MR.UTOH（鵜藤明彦）、まつおかけいすけ、MR.TAMITO、DENDEN、MR.MOTOUCHI、MR.HARAKO、MR.OGURA(小倉英之)、MR.FUJII、MR.OHTA（太田裕之）、Z.ONJI（くわはらおんじ）、MR.YASUDA、MISS.AKIKO、HYPER KUMASAN TEAM、FOOTLOOSE KAWADA（川田忠之）、KURUBUSHI JIROH、WAKAGIMI、YOKOYAMA KOUMUTEN（横山祥）、SOUL BEST JAPAN
- スーパー・スペシャル・サンクス: 高田秀雄、遠藤英俊

## 評価
- ゲーム誌『ファミコン通信』の「クロスレビュー」では8・9・9・7の合計33点（満40点）でゴールド殿堂入りを獲得[8][10]、レビュアーの意見としては、「連射タイプシューティングのヒットシーンを集めた総集編」「シューティング界のドラクエと呼んでみたい正統派」「派手なガンヘッド」と表現してスクロールやキャラの動作などプログラム面は文句なし、アイテムごとの性能の差がハッキリとしていて好感、友達と腕を競い合うのには良くてスコアアタックモードがあるのも気分転換にプレイするにはうってつけだと賞賛した[8][10]。

- ゲーム誌『月刊PCエンジン』では90・85・95・95・80の平均89点（満100点）、『マル勝PCエンジン』では9・7・9・9の合計34点（満40点）、『PC Engine FAN』の読者投票による「ゲーム通信簿」での評価は以下の通りとなっており、23.07点（満30点）となっている[1]。また、この得点はPCエンジン全ソフトの中で85位（485本中、1993年時点）となっている[1]。同雑誌1993年10月号特別付録の「PCエンジンオールカタログ'93」では、操作のシンプルさやパワーアップアイテムが豊富である事、サウンドに迫力がある事を指摘し、「プレイしていてスカッとしたそう快感が味わえる」と絶賛している[1]。

| 項目 | キャラクタ | 音楽 | 操作性 | 熱中度 | お買得度 | オリジナリティ | 総合  |
| 得点 | 3.76       | 4.09 | 4.13   | 4.14   | 3.78     | 3.17           | 23.07 |